# Mario Barzaghini
Mario Barzaghini (* 23. Januar 1921 in Bellinzona; † 20. Juli 2009 in Bellinzona), aus Verscio, war ein Schweizer Journalist, Dichter und Filmkritiker.

## Leben
Mario Barzaghini war Berufsjournalist; er schrieb regelmässig Artikel über Kunstkritik und Film in Zeitungen und Zeitschriften.

## Publikationen
Monographisches
- La filigrana oscura. Armando Dadò Editore, Locarno 1981.
- Scultori della Svizzera italiana a Palazzo federale: Berna, 21 settembre – 15 ottobre 1983. Ente ticinese per il turismo, Bellinzona 1983.
- I Giacometti e gli altri: Segantini, Giovanni Giacometti, Amiet, Alberto Giacometti. [Schweiz] 1987.
- Antonio Erba pittore, 1914–1986: esposizione, Galleria SPSAS, Palazzo Morettini a Locarno, 26 marzo – 1° maggio 1988: catalogo. SPSAS, Locarno 1988.
- Cuno Amiet. Pinacoteca comunale Casa Rusca, Locarno 1990.
- Gisela Andersch: (1913–1987). Galleria SPSAS, Locarno 1990.
- Incanto, disincanto. Armando Dadò Editore, Locarno 1991.
- Walter Helbig: Mostra, Pinacoteca comunale, Casa Rusca, Locarno, 6. Juni – 15. August 1993. Pinacoteca comunale, Locarno 1993.
- Max Uehlinger: istantanee di un itinerario artistico. Angelo Casè, Minusio 1994.

Beiträge
- In punta di penna. In: Cooperazione, Nr. 33, Basel 16. August 1958, S. 4.[2]
- I segreti sotto la calce. Gli affreschi di Rossura. Rossura 19. April 1974.[3]
- Statue al sole e al buio. In: Corriere del Ticino, Lugano 1979.
- Cinema a Locarno. Davanti e dietro lo schermo. In: Cooperazione, Nr. 34, Basel 23. August 1984, S. 4–5.[4]
- Via col film. In: Cooperazione, Nr. 32, Basel 6. August 1987, S. 5–6.[5]
- La raffinata ricetta di Nena Airoldi-Ciuti – Espone fino a sabato alla Galleria Pro Arte di Piazza Cioccaro. In: Corriere del Ticino, Lugano 14. Oktober 1987.
- L’amico della mia amica, di Eric Rohmer. In: Cooperazione, Nr. 4, Basel 28. Januar 1988, S. 32.[6]
- Prima di mezzanotte, di Martin Brest. In: Cooperazione, Nr. 4, Basel 29. Dezember 1988, S. 31.[7]
- Donne sull’orlo d’una crisi di nervi, di Pedro Almodovar. In: Cooperazione. Nr. 4, Basel 26. Januar 1989, S. 32.[8]
- Il pranzo di Babette, di Gabriel Axel. In: Cooperazione, Nr. 5, Basel 2. Februar 1989, S. 31.[9]
- Festival di Locarno. Comincia la festa chiamata. In: Cooperazione, Nr. 31, Basel 3. August 1989, S. 11–12.[10]
- Graniti e dipinti in chiave astratta – La SPSAS ospita fino a domenica quattro artiste. In: Corriere del Ticino, Lugano 14. Februar 1991.
- Il corso mutevole dell’arte di Valenti. Ampia antologia alla Civica galleria di Villa dei Cedri. In: Corriere del Ticino, Lugano, 17. April 1991, S. 16 (mit Abbildung).
- Scultura, fra luce e poesia. In: Corriere del Ticino, Lugano, 10. August 1994.
- Senza Pelle, di Alessandro D’Alatri. La pellicola ha attratto e interessato a Locarno un grande pubblico. In: Cooperazione, Nr. 34, Basel 25. August 1994, S. 41.[11]
- Raffinata sensibilità di Nena Airoldi - Sue sculture di metallo e di pietra al Castello di Sasso Corbaro. In: Corriere del Ticino, Lugano 14. Juli 1999.